# Adlabs Imagica
Adlabs Imagica est un parc à thème situé près de Khopoli, dans l'État de Maharashtra, en Inde. Le parc est détenu et exploité par Adlabs Entertainment Limited (AEL) et géré par Manmohan Shetty. Le parc créé en 2013 propose 21 attractions sur 300 hectares, un hôtel de 300 chambres et un parc aquatique.

## Le parc
Après six ans de développement, le parc ouvre au public le 18 avril 2013. Adlabs Imagica est divisé en cinq zones thématiques :
- Viva eropia
- Saoudite
- Asiatique
- Americana
- Inde
- Afrique Jambo

## Attractions

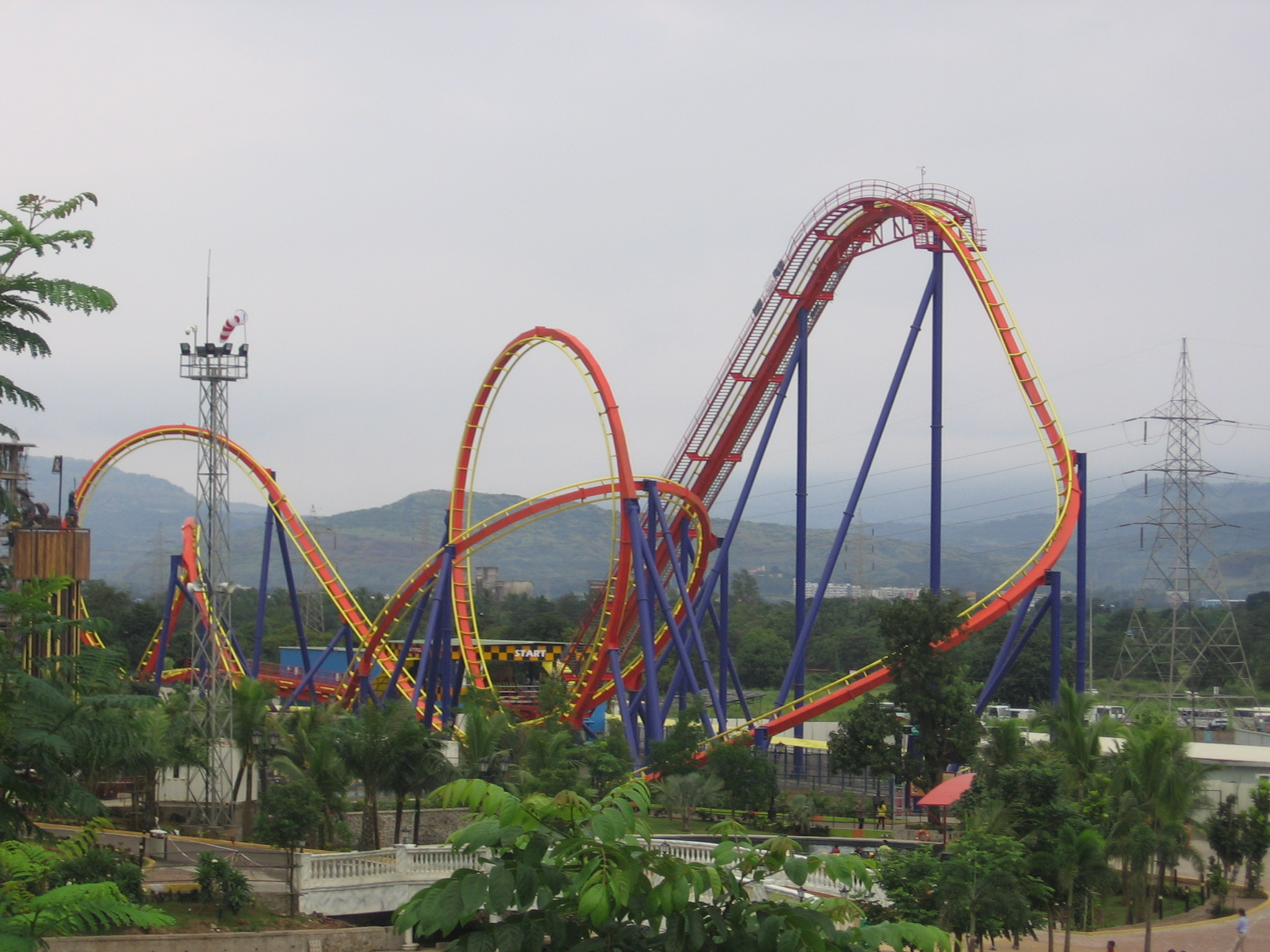
Montagnes russes Nitro.

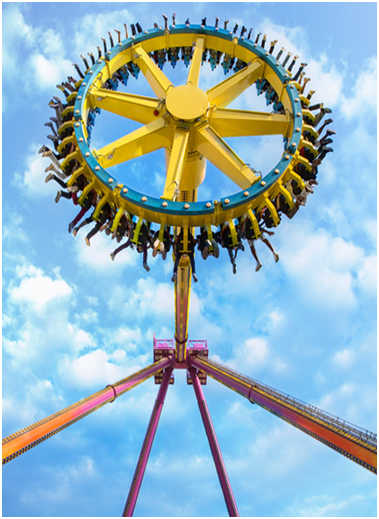
Scream Machine.

### Montagnes russes
| Nom                   | Type     | Constructeur         | Année |
| --------------------- | -------- | -------------------- | ----- |
| Bandits of Robin Hood | Assises  | I.E. Park            | 2013  |
| Deep Space            | Assises  | Premier Rides        | 2013  |
| Gold Rush Express     | Assises  | Zamperla             | 2013  |
| Nitro                 | Sans sol | Bolliger & Mabillard | 2013  |

### Attractions aquatiques
- Ahoy de Splash! - Splash Battle - Preston & Barbieri
- Loch Ness Expplorers - Bûches junior - I.E. Park
- Rajasaurus River Adventure - Shoot the Chute - Hafema

### Parcours scéniques
- Alibaba Aur Chalis Chorr - Parcours scénique interactif - Sally Corporation et Gosetto
- Curse of Salimgarh - Parcours scénique de Premier Rides et Sally Corporation

### Autres attractions
- Bump It Boats - Bateaux tamponneurs
- Cinema 360 - Prince of the Dark Waters - Cinéma 360°
- D2 Dare Drop - Space Shot - S&S - Sansei Technologies
- I For India - Flying theater comme Soarin'
- Mambo Chai Chama - Tasses - Zamperla
- Mr. India-The Ride - Cinéma dynamique
- Save the Pirate - Interactive Tower - Preston & Barbieri
- Scream Machine - Frisbee - Zamperla
- The Magic Carousel - Carrousel - Preston & Barbieri
- Tubby Takes Off - Manège - Preston & Barbieri
- Wrath of the Gods - walkthrough, une visite dans un temple ancien avec effets spéciaux et pyrotechniques